# إيبوبروستينول
إيبوبروستينول، المعروف أيضًا باسم بروستاسيكلين، هو دواء ومادة طبيعية في جسم الإنسان.  كدواء يستخدم لعلاج ارتفاع ضغط الدم الشرياني الرئوي ومتلازمة الضائقة التنفسية الحادة (ARDS).  ويمكن استخدامه أيضًا أثناء غسيل الكلى عندما لا يمكن استخدام الهيبارين لمنع تراكم الصفائح الدموية.  ويمكن إعطاؤه عن طريق الحقن المستمر في الوريد أو الاستنشاق.  
تشمل الآثار الجانبية الشائعة له؛ الصداع، والدوخة، و الغثيان، و ألم العضلات، والاحمرار، وسرعة ضربات القلب، و انخفاض ضغط الدم، قد تشمل الآثار الجانبية الأخرى على النزيف.  لا يوجد دليل على ضرر أثناء الحمل، ولكن هذا الاستخدام لم يُدرس بشكل جيد.  وهو بروستاجلاندين ويعمل عن طريق منع تراكم الصفائح الدموية وتوسيع الأوعية الدموية. 
وُوفق على إيبوبروستينول للاستخدام الطبي في الولايات المتحدة في عام 1995.  وهو متاح كدواء عام .  في المملكة المتحدة، يكلف 1.5 ملجم هيئة الخدمات الصحية الوطنية حوالي 45 جنيهًا إسترلينيًا اعتبارًا من عام 2021.  في الولايات المتحدة تكلف هذه الكمية حوالي 50 دولارًا أمريكيًا. 